# Prowincja Północno-Wschodnia (Oman)
Prowincja Północno-Wschodnia (ar. محافظة شمال الشرقية) – ustanowiona w 2011 roku muhafaza (gubernatorstwo) Omanu, położona we wschodniej części kraju, między Maskatem od północy, Prowincją Południowo-Wschodnią od wschodu, Prowincją Centralną na południu i ad-Dachilijją na zachodzie. Centrum administracyjnym jest Ibra.
Liczba ludności wynosiła 162 482 osoby według spisu z 2010 roku, a wedle informacji centrum statystyk Omanu, w 2016 roku gubernatorstwo zamieszkiwały 264 452 osoby.
W jego skład wchodzi 6 wilajetów:
- Ibra
- Al-Mudajbi
- Bidiya
- Al-Kabil
- Wadi Bani Khalid
- Dema Wa Thaieen